# Bartlett Inlet
Das Bartlett Inlet ist eine 26 km breite und vereiste Bucht an der Saunders-Küste des westantarktischen Marie-Byrd-Lands. Sie liegt auf der Nordseite der Edward-VII-Halbinsel östlich des Kap Colbeck.
Der United States Geological Survey kartierte die Bucht anhand eigener Vermessungen und Luftaufnahmen der United States Navy aus den Jahren von 1959 bis 1965. Das Advisory Committee on Antarctic Names benannte sie nach Leutnant Eugene F. Bartlett, leitender Offizier auf der Byrd-Station im Jahr 1960.